# Канаєв Іван Максимович
Іван Максимович Канаєв (нар. 1926, хутор Меркуловський, Вешенський район, Ростовська область, РРФСР, СРСР — пом. 2 вересня 2007, Миколаїв, Україна) — радянський і український партійний і державний діяч, ветеран німецько-радянської війни, почесний громадянин міста Миколаїв.

## Життєпис
Народився 1926 року на хуторі Меркуловський у Вешенському (нині Шолоховському) районі Ростовської області.
З 1942 року працював обліковцем колгоспу «Вільна праця» Базковського району Ростовської області, а в 1943 році вступив до лав Військово-морського флоту СРСР. В різний час служив на північно-західному морському оборонном районі, на катерному тральщику «КЕМТЩ-781», в 46-му запасному стрылецькому полку, флотському напівекіпажі Одеської військово-морської бази і в 3-й бригаді тралення.
Після війни продовжив службу у військово-морських силах. У 1948—1950 роках — керівник первинної комсомольської організації ескадреного міноносця «Безстрашний».
З 1950 році перебував у Миколаєві і до 1955 року займався комсомольською роботою. У 1960 році закінчив Одеський державний університет імені І. І. Мечникова, згодом — аспірантуру. У 1971 році захистив кандидатську дисертацію.
Протягом 1955—1974 років обіймав керівні посади в партійних і радянських органах населених пунктів Варварівка, Баштанка і Миколаїв. Неодноразово обирався членом обласного комітету Комуністичної партії України, депутатом районних, міської та обласної рад. У 1974—1982 роках — голова Миколаївського міського виконавчого комітету.
У лютому 1958 року за значні успіхи в розвитку сільського господарства району нагороджений орденом «Знак пошани». У 1970 році нагороджений медаллю «За трудову доблесть». Двічі кавалер ордена Трудового Червоного Прапора — нагороджений у 1971 і 1976 роках.
З 1992 року доцент, завідувач кафедри економіки, підприємництва та менеджменту Миколаївського інституту підвищення кваліфікації кадрів Міністерства машинобудівної промисловості України. Автор 22 опублікованих наукових праць із проблем економіки та підвищення ефективності виробництва.
16 жовтня 1996 року рішенням Миколаївської міської ради Канаєву присвоєно звання почесного громадянина міста Миколаїв.
Помер 2 вересня 2007 року.

## Нагороди
- Медаль Нахімова (10 травня 1945[1][5]);
- Орден «Знак пошани» (1958);
- Орден Вітчизняної війни II ступеня (6 квітня 1985[1][6]);
- Орден Червоної Зірки;
- Медаль «За трудову доблесть» (1970);
- Ордени Червоного Прапора (1971, 1976);
- Звання почесного громадянина міста Миколаїв (16 жовтня 1996).

## Пам'ять
- В Миколаєві на будинку за адресою вулиця Декабристів, 38, де протягом 1966—2007 років проживав Іван Максимович Канаєв встановлено меморіальну дошку.